# Neocompsa turnbowi
Neocompsa turnbowi là một loài bọ cánh cứng trong họ Cerambycidae.